# Diodia barbigera
Diodia barbigera är en måreväxtart som beskrevs av William Jackson Hooker och George Arnott Walker Arnott. Diodia barbigera ingår i släktet Diodia och familjen måreväxter. Inga underarter finns listade i Catalogue of Life.